# Rolando
《Rolando》是发布在苹果iPhone平台上的一款智力冒险游戏，由HandCircus开发和并由ngomoco（恩技魔科）出版。Rolando于2008年12月18日首次在iOS平台上发布，并使用了Box2D的游戏引擎。
Rolando游戏围绕着一种名为“Rolandos”的生物展开，这种像小球一样的可爱的生物在游戏中名为“Rolandoland”的世界闻名。《Rolando》在电子游戏社区得到了普遍的好评，Rolando软件的续作《Rolando 2：Quest for the Golden Orchid》已经发布。

## 游戏情节
游戏的胜利条件是从入侵的阴影小生物手中拯救Rolandoland，而Rolandoland的居民就是这种名为Rolandos的小球型生物。玩家通过倾斜iPhone或iPod触摸并使用传送带和电梯等不同道具将Rolandos送到安全的地方，并最终打败入侵的阴影小生物。

## 荣誉
《Rolando》在App Store上获得的四星级的高评价，知名的游戏网站IGN给予《Rolando》游戏9.5分的评分（10分满分）。《Rolando》在148个应用程序中脱颖而出，被《波士顿先驱报》通过票选评为2008年最佳iPhone游戏。